# Ken Aston
Kenneth Aston (Colchester, 1 september 1915 – Ilford, 23 oktober 2001) was een Engelse voetbalscheidsrechter. Hij is verantwoordelijk voor vele belangrijke ontwikkelingen in het arbiteren.
Het idee van gele en rode kaarten ontstond tijdens de wereldkampioenschap voetbal 1966, waar Aston het FIFA Referees Committee voorzat. In de kwartfinale van dat toernooi tussen Engeland en Argentinië werd de Argentijnse voetballer Antonio Rattín van het veld gestuurd, maar door de taalbarrière begreep hij de beslissing van de West-Duitse scheidsrechter Rudolf Kreitlein niet (of hij deed alsof hij de beslissing niet begrepen had). Voor Aston was het ook een bezwaar, dat de toeschouwers vaak geen waarschuwingen of uitsluitingen konden waarnemen. De ingeving om met kleurcodes te werken kreeg hij, toen hij in zijn auto voor een rood stoplicht wachtte. Ook introduceerde hij de vlaggen van de grensrechter en was een van de eersten die een zwart scheidsrechtersuniform in zijn huidige vorm droeg.